# Колонії та залежні території Великої Британії

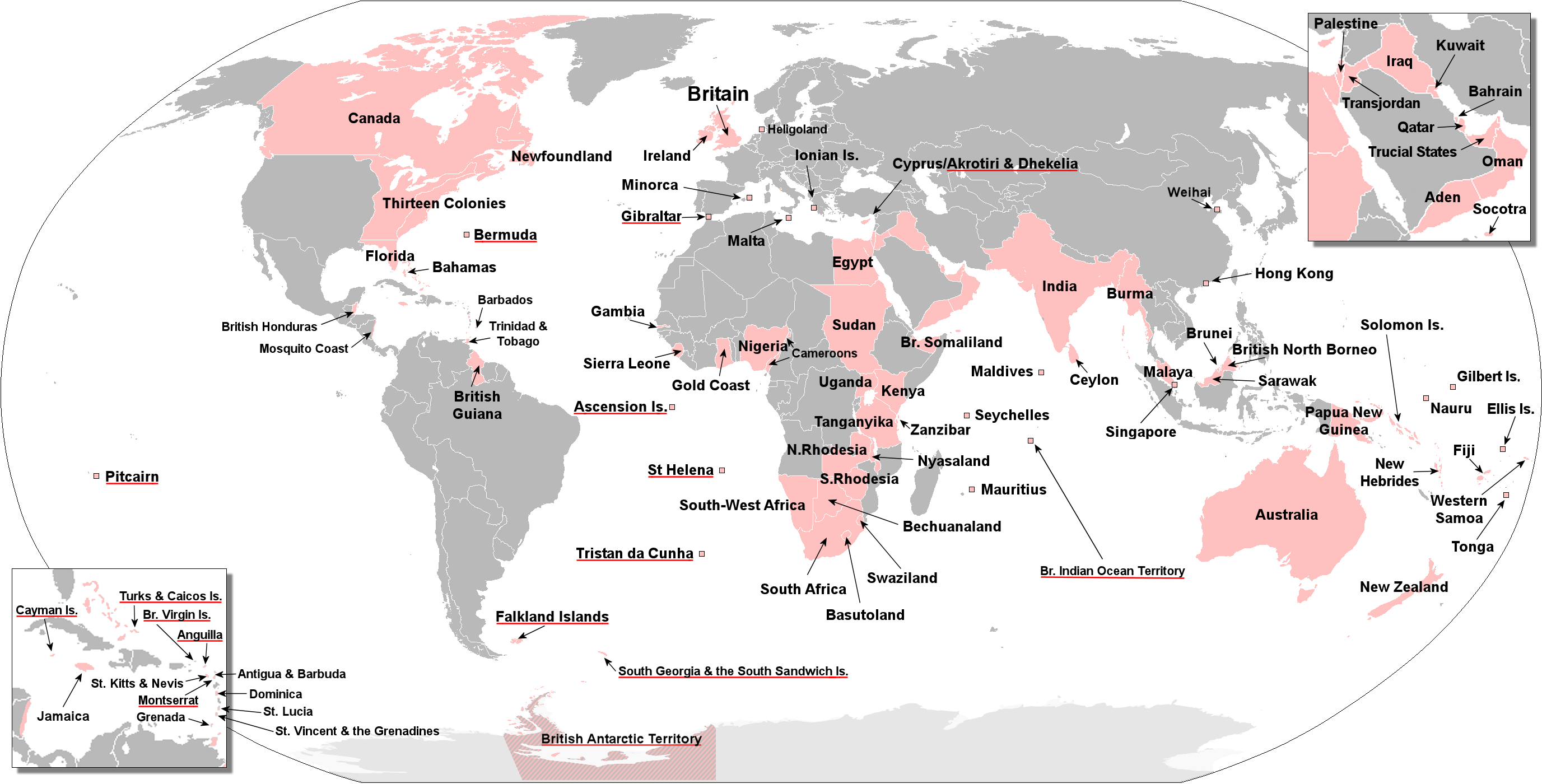
Британська колоніальна експансія

У цьому списку подано всі території світу, які будь-коли перебували у колоніальній чи іншій формі залежності від Англії, Великої Британії чи особистій залежності від англійського (британського) монарха. Історично ці території були складовими Британської імперії.
З 1876 до 1947 року монарх Великої Британії також мав титул імператора (імператриці) Індії. Нині король Карл III (до 8 вересня 2022 — Єлизавета II) є монархом 16 держав.
Організація управління колоніями змінювалась у часі й просторі, але станом на 1920-ті роки (часи найбільшого розширення) її можна класифікувати за такими категоріями:
- власне Сполучене Королівство — союз Англії, Уельсу, Шотландії та Ірландії (з 1922 — тільки Північної Ірландії);
- коронні землі (острів Мен, Джерсі та Гернсі);
- поселенські колонії. Корона проголошувала свій абсолютний суверенітет над ними, хоч вони й не були частиною Сполученого Королівства. На них поширювалось британське загальне право, й закони, які приймав Британський парламент. Королівська влада втілювалась в губернаторі, якого призначав британський уряд;
- власницькі колонії, які існували в Америці у XVI—XVII століттях. Корона дарувала їх в управління окремим аристократам;
- колонії, якими керували компанії. В першу чергу — Британською Ост-Індською компанією. Також існували кілька дрібніших схожих компаній в Африці;
- протекторати. Формально розглядались як іноземні держави на чолі з іноземним правителем. Однак, протекторат відмовлявся від самостійних контактів з іноземними державами, також траплялося значне втручання британської влади до його внутрішніх справ;
- домініони. З'явились на початку XX століття як колишні поселенські колонії чи федерації таких колоній;
- підмандатні території. З'явились після Першої світової війни й були колишніми німецькими колоніями та колишніми національними околицями Османської імперії, переданими під управління Британії Лігою Націй.

## У Європі
- Ірландія, включаючи Ольстер

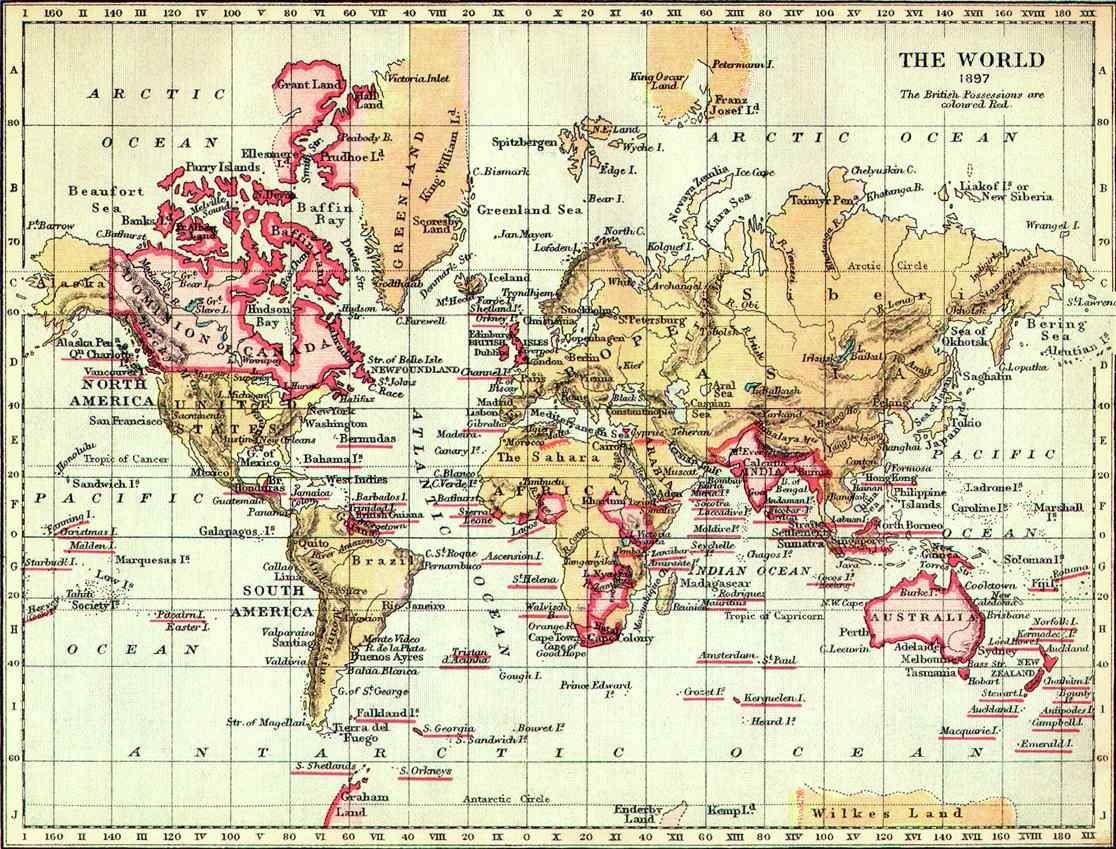
Британська імперія 1897

- Гельголанд (1807—1890) (нині частина Німеччини)
- Мальта (нині незалежна держава)
- Гібралтар
- Мінорка (вона ж Менорка, нині частина Іспанії)
- Іонічні острови (нині частина Греції)
- Кіпр (включаючи бази Акротирі і Декелія)

### Коронні землі
Коронні землі є територіями із самостійною виконавчою владою та власною правовою системою. Вони також не є й ніколи не були колоніями, заморськими територіями (англ. overseas territories, раніше «залежні території» — англ. dependent territory) з точки зору британського законодавства, однак питання оборони й зовнішньої політики (за винятком митних та імміграційних) делеговані уряду Великої Британії. Закони, що видаються парламентом Великої Британії, можуть бути чинними й на території островів у разі відповідного рішення Таємної ради корони.
- бейлівік Джерсі
- бейлівік Гернсі
- Острів Мен

## В Азії
- Месопотамія (мандатна територія), майбутнє королівство Ірак, сучасний Ірак
- Британський мандат в Палестині, включаючи Трансйорданію (нині Йорданія) та Палестину
- Кувейт
- Катар
- Бахрейн
- Оман
- Договірний Оман (нині ОАЕ)
- Аден (нині частина Ємену)
- Афганістан
- Британська Індія
- Непал
- Цейлон
- Мальдівські острови
- Малайзія, включаючи Сінгапур
  - Британська Малайя
  - Саравак
  - Британський Північний Борнео
    - Сабах
    - Лабуан
- Бруней
- Гонконг (нині Сянган, автономний район КНР)

## В Африці
- Єгипет
- Англо-Єгипетський Судан
- Британська Східна Африка
  - Кенія
  - Уганда
  - Танганьїка (нині частина Танзанії)
  - Занзібар (нині частина Танзанії)
- Британське Сомалі (нині формально частина Сомалі, де-факто Сомаліленд)
- Федерація Родезії і Ньясаленду
  - Південна Родезія (нині Зімбабве)
  - Північна Родезія (нині Замбія)
  - Ньясаленд (нині Малаві)
- Британська Південна Африка
  - Південно-Африканський Союз
    - Капська провінція (нині частина ПАР)
    - Наталь (нині частина ПАР)
    - Оранжева Вільна Держава (нині частина ПАР)
    - Трансвааль (нині частина ПАР)

  - Бечуаналенд (нині Ботсвана)
  - Південно-Західна Африка (нині Намібія)
  - Басутоленд (нині Лесото)
  - Свазіленд
- Сейшельські острови
- архіпелаг Чагос (Британська територія в Індійському океані)
- Маврикій
- Гамбія
- Нігерія
- Британський Камерун — невелика частина Камеруну й Нігерії
- Золотий берег і Британське Того — (нині Гана)
- Сьєрра-Леоне
- острови Св. Єлени, Вознесіння, Тристан-да-Кунья

## У Північній Америці
- Канада (включаючи Квебек)
- Ньюфаундленд (нині частина Канади)
- Бермудські острови
- Тринадцять колоній, які утворили у 1776 році США
  - Нова Англія
    - Нью-Гемпшир
    - Колонія Массачусетської затоки та Плімутська колонія (пізніше Массачусетс і Мен)
    - Род-Айленд
    - Коннектикут

  - Середні колонії
    - Нью-Йорк (пізніше Нью-Йорк і Вермонт)
    - Нью-Джерсі
    - Пенсільванія
    - Делавер

  - Південні колонії
    - Меріленд
    - Вірджинія
    - Північна Кароліна
    - Південна Кароліна
    - Джорджія

## У Латинській Америці
- Британські Віргінські острови
- Домініка
- Барбадос
- Тринідад і Тобаго
- Ангілья
- Сент-Люсія
- Антигуа і Барбуда
- Сент-Вінсент і Гренадини
- Гренада
- Сент-Кітс і Невіс
- Британська Гвіана (нині Гаяна)
- Москітовий берег (1655—1859)
- Британський Гондурас (нині Беліз)
- Кайманові острови
- Ямайка
- Багамські острови
- Острови Теркс і Кайкос
- Фолклендські острови, Південна Георгія та Південні Сандвічеві острови
- Монтсеррат

## В Австралії, Океанії й Антарктиді
- Австралія
  - Материкові території
    - Новий Південний Уельс
    - Квінсленд
    - Вікторія
    - Південна Австралія
    - Земля ван Дімена (Тасманія)
    - Західна Австралія
    - Північна територія

  - Зовнішні території
    - Папуа (нині частина Папуа Нової Гвінеї)
    - Територія Нової Гвінеї (нині частина Папуа Нової Гвінеї)
    - Британські Соломонові острови
    - Науру
    - острів Різдва (нині частина Австралії)
    - Норфолк (нині частина Австралії)
    - Кокосові острови (нині частина Австралії)
    - Австралійська Антарктична територія (не визнана міжнародним співтовариством)
- Нова Зеландія
  - Токелау (нині частина Нової Зеландії)
  - Ніве (нині частина Нової Зеландії)
  - Британське Самоа
  - Земля Росса в Антарктиді (не визнана міжнародним співтовариством)
- острови Кука (протекторат Великої Британії у 1888—1901 роках, у 1901—1965 — у складі Нової Зеландії, нині вільна асоційована держава з Новою Зеландією)
- Фіджі
- острови Гілберта й Елліс (нині Тувалу й частина Кірибаті)
- Нові Гебриди (співволодіння з Францією, нині Вануату)
- Піткерн
- Тонга — протекторат Великої Британії за збереження власної монархії у 1900—1970 роках.
- Британська Антарктична територія (включаючи Південні Шетландські острови та Південні Оркнейські острови) — не визнана міжнародним співтовариством.